# مقاطعة أتكينسون (جورجيا)
مقاطعة أتكينسون (بالإنجليزية: Atkinson County)‏ هي إحدى المقاطعات في ولاية جورجيا في الولايات المتحدة الأمريكية.